# Гай Вибий Панза Цетрониан
Гай Вибий Панза Цетрониан (на латински: Gaius Vibius Pansa Caetronianus, † 23 април 43 г. пр.н.е. при Мутина) е консул в Римската република през 43 пр.н.е. Поддържа Юлий Цезар в Гражданската война.

## Биография
Произлиза от фамилията Вибии, клон Панза. Той е син (вероятно осиновен) или племенник на Гай Вибий Панза, магистър на Монетния двор през 90 пр.н.е. и привърженик на Гай Марий. Баща и син по времето на Сула бягат от Рим. След смъртта на Сула Панза се връща обратно, Юлий Цезар му помага, и прави политическа кариера.
През 54 и 53 пр.н.е. Панза служи във войската на Цезар в Галската война. Като народен трибун през 51 г. пр.н.е., по време на Гражданската война, която избухва през 49 пр.н.е. е на страната на Цезар. През 48 пр.н.е. той е вероятно претор. От 47 до 46 пр.н.е. с Imperium на проконсул той е управител на провинция Витиния и Понт. Преди края на 46 пр.н.е. той се връща в Рим и през 45 пр.н.е. е управител на Gallia cisalpina, вероятно отново като проконсул. Вероятно същата година Панза става и авгур. Цезар го номинира с Авъл Хирций за консул за 43 пр.н.е.
След убийството на Цезар на 15 март 44 пр.н.е. става един от големите защитници на връщането на Републиката, и е избран за консул през 43 г. пр.н.е., заедно с Авъл Хирций. Те поддържат наследника на Цезар Октавиан, по-късният Август. Двамата командават сенатските легиони, маршируващи на север, за да нападнат Марк Антоний – вече враг на Сената. На 14 април 43 г. пр.н.е., двете армии се сблъскват в битката при Мутина. Въпреки че силите на Сената побеждават, Панза е ранен и умира няколко дни по-късно. По-късно доктора (Гликон) е арестуван, по подозрение, че е отровил Панза.